# Nadieżda Morozowa
Nadieżda Nikołajewna Morozowa (ros. Надежда Николаевна Морозова) z domu Sidielnik (ros. Сидельник; ur. 22 września 1998 w Astanie) – kazachska łyżwiarka szybka, olimpijka z Pekinu 2022.

## Życie prywatne
Mieszka w Ałmaty. Jest zamężna z Dmitrijem Morozowem, który również jest łyżwiarzem szybkim.

## Kariera
W Pucharze Świata zadebiutowała w 2019. Jej największym sukcesem w tej imprezie było 3. miejsce w Tomaszowie Mazowieckim w 2021.

## Wyniki

### Igrzyska olimpijskie
- Pekin 2022
  - 1000 m – 11. miejsce
  - 1500 m – 14. miejsce
  - 3000 m – 13. miejsce
  - bieg masowy – 14. miejsce

### Mistrzostwa świata na dystansach
- Salt Lake City 2020
  - 1500 m – 23. miejsce
  - 5000 m – 12. miejsce
- Heerenveen 2021
  - 1500 m – 10. miejsce
  - 3000 m – 11. miejsce
  - 5000 m – 11. miejsce

### Mistrzostwa świata w wieloboju
- Hamar 2020
  - wielobój – 18. miejsce